# 中野董夫
中野董夫（日语：／ Nakano Tadao，1926年—2004年8月15日），日本粒子物理學家，東京大學博士。曾任大阪市立大學教授、大阪市立科學館首任館長。

## 生平
中野曾與西島和彥合作、與默里·蓋爾曼分别独自提出蓋爾曼-西島關係，被提名1961年諾貝爾物理學獎，但只有蓋爾曼一人獲獎。
1950年在大阪市立大學理工學部，南部陽一郎、西島和彥、中野董夫、早川幸男、山口嘉夫等人形成了一個理論物理學學派，南部教授回憶：「在大阪市大的三年間沒有一個年邁的教授，教學的負擔也很少，充滿著自由」。包括南部-约纳-拉西尼奥模型（Nambu-Jona-Lasinio model）、K介子發生等著名理論，皆與市大有關。